# Пепелинский сельсовет
Пепе́линский сельсове́т — упразднённые административно-территориальная единица и муниципальное образование со статусом сельского поселения в составе Куртамышского района Курганской области России. 
Административный центр — село Пепелино.
Законом Курганской области от 12 мая 2021 года № 48 к 24 мая 2021 года упразднён в связи с преобразованием муниципального района в муниципальный округ.

## История
В соответствии с Законом Курганской области от 6 июля 2004 года № 419 сельсовет наделён статусом сельского поселения.
Законом Курганской области от 25 октября 2017 года N 97, в состав Пепелинского сельсовета были включены оба населённых пункта упразднённого Масловского сельсовета.

## Население
| 1989 | 2002 | 2010 | 2012 | 2013 | 2014 | 2015 |
| ---- | ---- | ---- | ---- | ---- | ---- | ---- |
| 792  | ↘617 | ↘506 | ↘484 | ↘447 | ↘432 | ↘425 |
| 2016 | 2017 | 2018 | 2019 | 2020 |      |      |
| ↘413 | ↘405 | →405 | ↗615 | ↘603 |      |      |

## Состав сельского поселения
| № | Населённый пункт | Тип населённого пункта       | Население |
| - | ---------------- | ---------------------------- | --------- |
| 1 | Пепелино         | село, административный центр | ↘603      |
| 2 | Маслово          | село                         | ↘284      |
| 3 | Таволжанка       | деревня                      | ↘69       |